# Fabio Strinati
Fabio Strinati (San Severino Marche, 19. siječnja 1983.) talijanski je pjesnik, pisac, pijanist, kompozitor i esperantist. Napisao je i objavio knjige na temu aforizama.

## Životopis
2001. godine, zahvaljujući pacifističkim i antimilitarističkim položajima, služio je kao prigovor savjesti u Domu umirovljenika «Chierichetti» u Gagliole. Ovo će iskustvo biti vrlo važno toliko da će ga njegov odnos sa starijima dovesti do faze dubokog razmišljanja o pitanjima kao što su starost, usamljenost i filozofska koncepcija vremena; vrlo drage teme, kojima se autor bavi u mnogim svojim knjigama.
U tom će razdoblju započeti dubinsko proučavanje esperantskog jezika, upravo zato što se smatra jezikom mira, sklada i nade.
Rođen u San Severino Marche, živi i radi u Esanatoglia, malom gradu u provinciji Macerata, regija Marke.

## Stvaralaštvo
Autor je brojnih pjesničkih zbirki, autor je Etniea, časopisa posvećenog manjinskim narodima. Znanstvenik regionalnih i manjinskih jezika, produbljuje dijalekt algherese, katalonski jezik, čitajući neke knjige Carles Duarte i Montserrat, i iznad svega Arbëreshë, albanska etnojezička manjina povijesno naseljena u južnoj i otočnoj Italiji. Veliki obožavatelj i čitatelj mnogih djela Shpend Sollaku Noé, kojem je i prijatelj, produbljuje proučavanje albanskog jezika kroz čitanje njegovih djela. Godine 2019., posvetio mu je i neke pjesme, koju je kasnije preveo E. Salla i pojavio se na nekoliko časopisi, među kojima i Gazeta Dielli. Godine 2015., tijekom poetska manifestacija FluSSidiverSi/ 8, Poezije i pjesnici Alpe - Adria, održanog u Caorle (Italija), dolazi u kontakt s prestižnim imenima međunarodne poezije, uključujući, Ljerka Car Matutinović, koja će prevesti neke pjesme Fabio Strinatia, koje su dio njegove prve knjige pjesama pod nazivom "Pensieri nello scrigno. Nelle spighe di grano è il ritmo", i uvršten je u književni časopis Kolo, u izdanju Matice Hrvatske. Njegove pjesme prevedene su na katalonski, albanski, hrvatski, njemački, španjolski i bošnjački jezik.

## Djela
- Pensieri nello scrigno. Nelle spighe di grano è il ritmo, 2014, Edizioni Il Foglio.
- Un'allodola ai bordi del pozzo, 2015, Edizioni Il Foglio.
- Dal proprio nido alla vita, 2016, Edizioni Il Foglio.
- Al di sopra di un uomo, 2017, Edizioni Il Foglio.
- Periodo di transizione, 2017, Bibliotheca Universalis.
- Aforismi scelti Vol.2, 2017, Edizioni Il Foglio.
- L'esigenza del silenzio, 2018, Le Mezzelane Casa Editrice.
- Sguardi composti... e un carosello di note stonate, 2018, Apollo Edizioni.
- Quiete, 2019, Edizioni Il Foglio.
- Concertino per melograno solista, 2019, Apollo Edizioni.
- Discernimento atrabile, 2019, Macabor Editore.
- Lungo la strada un cammino, 2019, Transeuropa Edizioni.
- La Calabria e una pagina, 2020, Meligrana Editore.
- Toscana - Venezia solo andata, 2020, Calibano Editore.
- Obscurandum, 2020, Fermenti Editrice.
- Oltre la soglia, uno spiraglio, 2020, Edizioni Segreti di Pulcinella.
- Frugale trasparenza, 2020, Edizioni Segno.
- Anime tranciate, 2020, CTL Editore Livorno.
- Aforismi in un baule, 2021, Edizioni Segreti di Pulcinella.
- Nella valle d'Itria il sole e l'oro, 2021 Nuova Palomar Editore.
- Nei cinque sensi e nell'alloro, 2021, Edizioni Il Foglio.
- L'infatuazione nel Gargano esteta, 2021, Transeuropa Edizioni.
- Notturni, 2021, Edizioni Il Foglio.
- Girotondo ipocondriaco, 2021, Porto Seguro Editore.
- Nel bosco e di preghiere, 2022, Universitalia Editore.
- Dagli Appennini al Tirreno. Poesia in forma di racconto tra Piombino e le Marche, 2022, Edizioni Il Foglio.
- Nel tempio del buon Dio, 2022, Antipodes casa editrice.
- Particelle d'aria e una d'amore, 2022, Edizioni Il Sextante.
- Un processo mistico a tratti magico a metà tra un destino erotico e un arrivo trasgressivo, 2022, Edizioni Segreti di Pulcinella.
- Sms, Web ed E-mail, 2022, Edizioni Segreti di Pulcinella.
- Angeli in soqquadro, 2022, Italic, con Simone Bartolozzi.
- Saggio sulla poesia. Coordinate di fondo, 2023, Edizioni Segreti di Pulcinella.
- Epitaffi torbosi di un epigrafista affetto da tanatofobia, 2023, Universitalia Editore.
- I quaderni del canto, 2023, Universitalia Editore.
- Gestazione, 2023, Edizioni il Foglio.
- La resistenza del cuore, 2023, Universitalia Editore.
- Canovaccio di malinconia. Astinenza d'amore, prego, un dramma, 2023, Universitalia Editore.

## Diskografija
- L'attesa, sperimentale/alternativo, 2020, Alberto Nemo (voce e musica); testi di Fabio Strinati, MayDay.
- Chiaroscuro Estemporaneo, 2021, Fabio Strinati, pianoforte, Ema Vinci Records.
- Per un flebile impulso ogni singola nota nel taccuino promemoria, 2021, pianoforte, RadiciMusic Records.
- Sette brani di bosco, armoniosamente malinconici, e alcune meste gaiezze nel suono d'autunno, 2022, pianoforte, RadiciMusic Records.
- Otto brani facili per i bambini ucraini, 2022, pianoforte, RadiciMusic Records.
- I nastri della cantina, 2022, pianoforte ed elettronica, Ema Vinci Records.
- Improvvisazioni notturne della malinconia in fase di accordatura Beyer, 2022, pianoforte, RadiciMusic Records.
- I colori del vino e una foglia di Bacco, 2023, pianoforte, RadiciMusic Records.
- Epitaffi torbosi. Sei brani tascabili per pianoforte e contrabbasso, 2023, Fabio Strinati e Raffaele Barbaresi, RadiciMusic Records.